# Verdrag van Prüm (855)

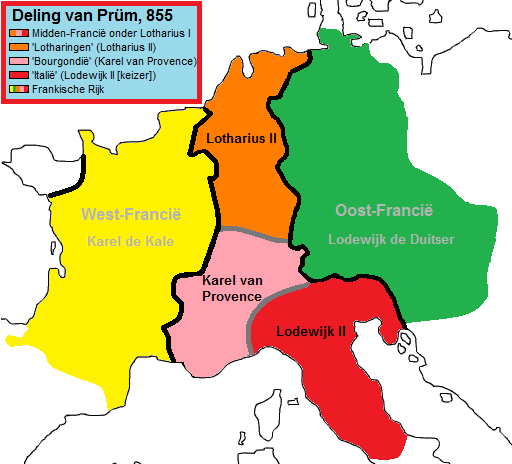
Schematische kaart van de Verdeling van Prüm, 855

Gedetailleerde kaart van de Verdeling van Prüm

Met het Verdrag van Prüm, ook wel Verdeling van Prüm uit 855 werd het Frankische middenrijk van keizer Lotharius I (Lotharii Regnum) onder diens zonen verdeeld en kwam een einde aan de heerschappij van Lotharius zelf. Het Frankische middenrijk was ontstaan met het verdrag van Verdun in 843, waarmee het Frankenrijk in drie delen werd opgesplitst. Het verdrag had de bedoeling om strijd tussen de drie zonen van Lotharius I te voorkomen. In 855 werd nabij Prüm, waarschijnlijk in het dorp Schüller, bepaald dat:
- Lodewijk II (825-875) keizer werd en Italië kreeg;
- Lotharius II (835-869) het noordelijke rijksdeel toebedeeld kreeg, het later naar hem genoemde Koninkrijk Lotharingen;
- Karel van Provence (845-863) het Koninkrijk Provence en grote delen van Koninkrijk Bourgondië kreeg.

Lotharius I trok zich hierop terug in de Abdij van Prüm, waar hij korte tijd later overleed. Omdat Karel van Provence al in 863 overleed hield de deling niet lang stand. Lotharius II en Lodewijk II deelden Karels eigendom onder elkaar op. Nadat Lotharius II overleed in 869 kwam het Verdrag van Meerssen tot stand.